# Meurtre après la pluie
Meurtre après la pluie — The Problem of the Wire Cage, dans l'édition originale en anglais — est un roman policier américain de John Dickson Carr publié en 1939. C'est le 11e roman de la série mettant en scène le personnage du Dr Gideon Fell.  Ce roman, « nettement plus court que les autres et que l'auteur lui-même devait sans doute considérer comme mineur », contient un cas inusité de crime impossible, sous genre associé aux énigmes en chambre close.

## Résumé
Frank Dorrance, fils adoptif du docteur Young, devait épouser la jolie Brenda White : des noces qui allaient rapporter, en raison d'une clause testamentaire, une petite fortune aux jeunes mariés.  Cela ne faisait n'y l'affaire du jeune Hugh Rowland qui aime Brenda en secret, ni de l'ancienne maîtresse de Frank, une artiste de music-hall, qui a récemment tenté de se suicider.  Chacun sait que le petit ami de cette dernière recherchait Frank pour se venger.  Et c'est chose faite.  Après un violent orage d'après-midi, le cadavre de Frank Dorrance est retrouvé étranglé au beau milieu du court de tennis. Pour  le surintendant Hadley qui arrive sur les lieux, il y a bien eu meurtre. Oui, mais comment le meurtrier a-t-il pu s'éloigner de la scène du crime sans laisser une seule trace sur le terrain détrempé ?  Heureusement, le Dr Gideon Fell est dans les parages pour aider à expliquer l'inexplicable...

## Éditions
Édition originale en anglais
- (en) John Dickson Carr, The Problem of the Wire Cage, New York, Harper, 1939

Éditions françaises
- (fr) John Dickson Carr (auteur) et Gabrielle Ferraris (traducteur), Meurtre après la pluie [« The Problem of the Wire Cage »], Genève, Ditis, coll. « Détective-club - Suisse no 24 », 1947
- (fr) John Dickson Carr (auteur) et Gabrielle Ferraris (traducteur), Meurtre après la pluie [« The Problem of the Wire Cage »], Paris, Librairie des Champs-Élysées, coll. « Le Masque. Les Maîtres du roman policier.  no 1906 », 1987, 188 p. (ISBN 2-7024-1789-2, BNF 34978867)
- (fr) John Dickson Carr (auteur) et Gabrielle Ferraris (traducteur) (trad. de l'anglais), Meurtre après la pluie « in » J.D. Carr, vol. 6 : Dr. Fell [« The Problem of the Wire Cage »], Paris, Librairie des Champs-Élysées, coll. « Les Intégrales du Masque. », 2000, 916 p. (ISBN 2-7024-2961-0, BNF 37196849) Ce volume omnibus réunit les romans suivants : Meurtre après la pluie, Un fantôme peut en cacher un autre, Suicide à l'écossaise, Le juge Ireton est accusé + nouvelles et pièces radiophoniques.

## Sources
- Jacques Baudou et Jean-Jacques Schleret, Les Métamorphoses de la chouette, Paris, Futuropolis, 1986, p. 53.
- Roland Lacourbe, John Dickson Carr : scribe du miracle. Inventaire d'une œuvre, Amiens, Encrage, 1997, p. 55.